# Morane-Saulnier L
El Morane-Saulnier L, o Tipo L, fue un aeroplano francés, monoplaza o biplaza, con ala en parasol utilizado durante la Primera Guerra Mundial. El Tipo L se convirtió en uno de los primeros aviones de caza exitosos cuando fue equipado con una ametralladora que disparaba a través del barrido de la hélice, que estaba protegida por cuñas deflectoras de acero. Su eficacia inmediata en ese papel inició una carrera armamentística en el desarrollo de cazas y el Tipo L rápidamente quedó obsoleto. El Tipo L original utilizaba el llamado alabeo de ala para el control lateral de la aeronave ; una versión posterior denominada Tipo LA incorporó alerones.

## Historia y desarrollo
El Tipo L entró en producción en la factoría de la compañía Morane-Saulnier de Puteaux de acuerdo con una solicitud por 50 aviones del gobierno turco. Al estallar la guerra en 1914, estos aviones fueron requisados por las autoridades francesas. Propulsado por motores rotativos Le Rhône o Gnome de 80 hp, los Tipo L inicialmente equiparon dos escadrilles recién formadas, las MS.23 y MS.26. A esta última pertenecía el famoso piloto Roland Garros . En 1914-15 el Tipo L era volado frecuentemente como monoplaza, y esporádicamente armado únicamente con una pistola o una carabina. El ingeniero Raymond Saulnier y Garros llevaron a cabo algunos experimentos con una ametralladora e instalando cuñas deflectoras de acero en las palas de la hélice de su aparato, consiguiendo derribar un avión enemigo el 1 de abril de 1915.
El Tipo L fue encargado en gran número por la Aeronáutica Militar Francesa al estallar la guerra. En total, fueron construidos en torno a 600 ejemplares y además de en la fuerza aérea francesa, sirvió con el Royal Flying Corps y Real Servicio Aéreo Naval británicos y la Flota Aérea Militar Imperial rusa, usándolos como aviones biplazas de reconocimiento, normalmente desarmados.
Un avión muy mejorado resultante de algunos refinamientos sobre la base del Tipo L llevó al Morane-Saunier Tipo LA, construido como un diseño interino en espera de la introducción del bastante más avanzado Morane-Saulnier Tipo P. Algunos aparatos fueron operados por los franceses, aunque los RFC Y RNAS británicos adquirieron unos 75. Fue propulsado por motores similares que los de su antecesor con lo que tenía unas prestaciones ligeramente mejoradas. Estaba armado normalmente con una única ametralladora Lewis cal. 7,7 mm servida por el observador desde un afuste pivotante.
También fue producido bajo una licencia adquirida antes de la guerra en Alemania por la compañía Pfalz Flugzeugwerke como aviones de observación desarmados Pfalz A.I y A.II del que del último se construyeron unos sesenta para el servicio aéreo bávaro. Posteriormente cierto número fue modificado como cazas Pfalz E.III.  Algunos Tipo L capturados por Alemania estaban equipados con una única ametralladora alemana LMG 08/15 . Estos aviones capturados y convertidos, a menudo se confunden con el E.III.
Los Escuadrones de Aviación del Imperio Otomano utilizaron tres Pfalz A.II en su intento de combatir la creciente amenaza de la Rebelión árabe en 1916. 
Alrededor de 450 aviones fueron construidos bajo licencia en Rusia por las fábricas Duks y Lebed. [4] y, también se construyó bajo licencia por la firma Enoch Thulins Aeroplanfabrik en Landskrona , Suecia con algunas mejoras menores, como Thulin D.

## Historial operativo

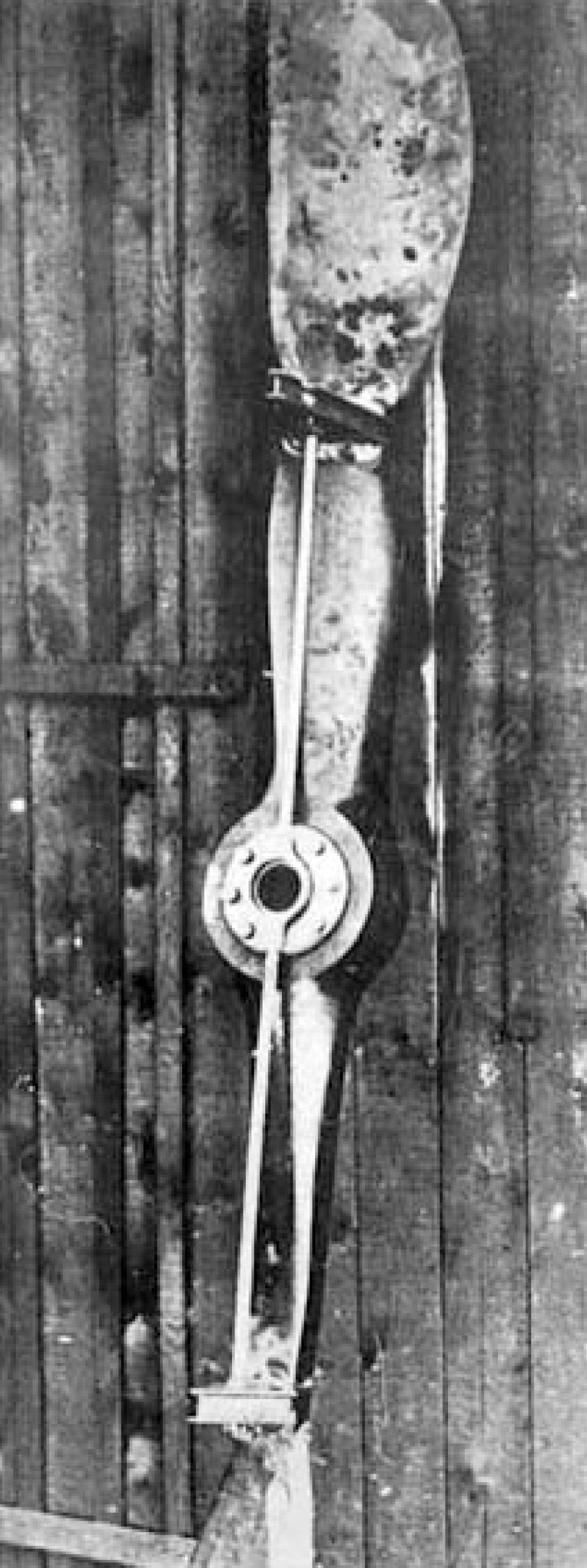
Hélice con deflector rescatada por los alemanes de Tipo L de Roland Garros

En diciembre de 1914, el famoso aviador francés Roland Garros , que por entonces servía en la Escadrille 23 , trabajó con el ingeniero Raymond Saulnier para crear un sincronizador de armas, utilizando la ametralladora Hotchkiss de infantería operada por gas. Sin embargo, la cadencia de tiro  fluctuó demasiado para que el sincronizador funcionara correctamente. Como medida provisional, diseñaron un peculiar "respaldo de seguridad" en forma de "deflectores" reforzados (cuñas de acero) instalados en las superficies traseras de las palas de la hélice en los puntos donde podrían ser impactadas por una bala.  Garros llevó su "caza" Tipo L al combate con los deflectores en marzo de 1915 y logró un éxito inmediato, derribando tres aviones alemanes desarmados en abril, una hazaña notable en ese momento. No era probable que las balas que utilizaron los franceses (plomo con envoltura de cobre) dañaran el acero más duro de las cuñas. El 18 de abril de 1915, el Tipo L equipado con deflector de Garros dañado por fuego terrestre hubo de realizar un aterrizaje forzoso detrás de las líneas alemanas y aunque pudo quemar su avión, fue capturado, y su hélice "especial" estaba lo suficientemente intacta para ser enviada y evaluada en el Idflieg , Inspektion der Fliegertruppen de Döberitz, cerca de Berlín.
Tres aviones biplaza Morane Tipo L fueron también las primeras víctimas del primer caza alemán. El teniente Kurt Wintgens, pilotando el prototipo n.º de serie E.5/15 Fokker M.5K/MG ,  basado muy estrechamente en el Morane-Saulnier H, armado con una ametralladora Parabellum MG 14 y equipado con el mecanismo sincronizador Fokker Stangensteuerung, derribó el primero el 1 de julio de 1915, seguido de dos victorias similares el 4 y 15 de julio.
Alrededor de 50 Tipo L fueron entregados al Royal Flying Corps que los utilizó como aviones de reconocimiento durante 1915,  y otros 25 fueron operados por el Royal Naval Air Service. El 7 de junio de 1915, uno de estos aviones, pilotado por el subteniente de vuelo Reginald Warneford del 1.º Escuadrón RNAS , interceptó al Zeppelin LZ 37 del Deutsches Heer , derribandolo; fue el primer dirigible destruido en el aire. Warneford recibió la Victoria Cross por este logro.
Un "Parasol" de Morane-Saulnier fue utilizado para el primer vuelo de un avión a través de los Andes el 13 de abril de 1918, cuando el aviador argentino Luis Candelaria voló desde Zapala , Argentina, a Cunco (Chile) ; el vuelo duró 2 horas 30 minutos y alcanzó una altitud de 4000 m.

## Variantes

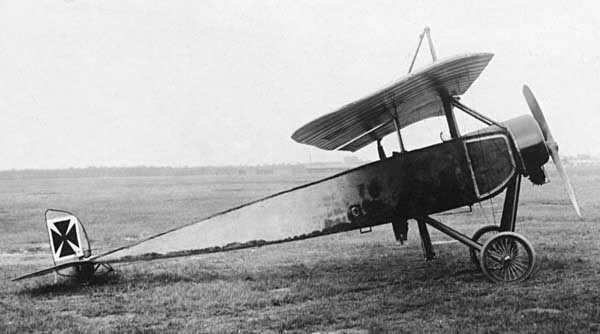
Pfalz A.II/III (Tipo L construido bajo/lca.)

- Morane-Saulnier Tipo L: designación de la compañía para el modelo básico
  - MoS-3: Designación oficial del Service technique de l'aéronautique (STAe) para el Tipo L
- Morane-Saulnier Tipo LA : Designación de la compañía de un Tipo L mejorado con fuselaje carenado y alerones
  - MoS-4: Designación oficial del STAe para el Tipo LA
- Morane-Saulnier Tipo LH: Desarrollo del Tipo LA
  - MoS-20: Designación del STAe para el Tipo LH
- Pfalz AI Propulsado por motor Oberursel U.0 ( Gnome Lambda de siete cilindros y 80 hp b/lca.)
- Pfalz A.II: Motor UI Oberursel (Gnome Delta b/lca. de nueve cilindros de 100 hp (75 kW))
- Pfalz E.III : A.II  provisto de un mecanismo sincronizador y armado con una ametralladora LMG 08/15.[3]
- Thulin D : Tipo L modificado construido bajo licencia en Suecia

## Operadores
- Argentina
  - Escuela de Aviación Militar
- Bolivia
  - Cuerpo de Aviadores Militares Bolivianos 1 avión
- Bélgica
  - Aviation militaire belge - Belgisch militair vliegwezen
- Checoslovaquia
  - Fuerza Aérea Checoslovaca 1 avión

 Finlandia
- Armeijan ilmailujoukot. Dos aviones
- Francia
- Aéronautique Militaire
- Países Bajos
  - Luchtvaartafdeling 1 ejemplar
- Perú
  - Cuerpo de Aviación del Perú
- Polonia
  - Wojska Lotnicze Polskiej
- Rumania
  - Aeronautica Militară Română
- Imperio ruso
  - Flota Aérea Militar Imperial
- Reino Unido
  - Royal Flying Corps 50 ejemplares
  - Royal Naval Air Service 25 ejemplares
- Suecia
  - Kungliga Svenska Flygvapnet (Thulin D)
- Suiza
  - Fuerza Aérea Suiza Un ejemplar
- Ucrania
  - Aviación de la República Popular Ucraniana Tres aviones
- Unión Soviética
  - Flota Aérea de los Trabajadores y Campesinos

## Especificaciones técnicas (Tipo L)
Referencia datos: Aeroplanes of the Royal Flying Corps (Military Wing)

### Características generales
- Tripulación: 1 - 2
- Longitud: 6,88 m
- Envergadura: 11,20 m
- Altura: 3,93 m
- Superficie alar: 18,3 m²
- Peso vacío: 393 kg
- Peso cargado: 677,5 kg
- Planta motriz: 1× Motor rotativo de 9 cilindros refrigerado por aire Le Rhône 9C.
  - Potencia: 57 kW (79 HP; 78 CV)
- Hélices: madera laminada de 2 palas y paso fijo

### Rendimiento
- Velocidad máxima operativa (Vno): 125 km/h al nivel del mar
- Alcance: 4 horas
- Régimen de ascenso: a 1000 m en 8 min

### Armamento
- Ametralladoras: 1× Lewis cal. 7,7 mm

### Desarrollos relacionados
- Morane-Saulnier N

### Listas relacionadas
- Anexo:Cazas de la Primera Guerra Mundial